# リウォンデ国立公園
リウォンデ国立公園（Liwonde National Park）は、マラウイにある国立公園である。1973年にシーレ川上流域の河川東側にある平野へ設置された。この国立公園の南側の門はリウォンデの町の中央から6kmの場所にあり、町からは徒歩や自転車、タクシーで訪れることが可能である。また、リンベの町からは北に140kmの距離である。
国立公園内には2つのメインロッジ、"Chinguni"と"Mvuu"（これらはチェワ語で"カバ"を意味する）があり、この両施設では宿泊のほか、園内の徒歩ツアー、ドライブ、ボートやカヌーの体験に参加できる。
また、リウォンデ国立公園は数種類のレイヨウ（インパラやクーズー、ウォーターバックなど）や、ゾウ、バッファロー、ワニ、カバなどの様々な動物の生息地となっており、これらの動物を近くで観察することが可能である。
なお、かつてはゾウの密猟が国立公園内で数多く起こっていたが、国際動物福祉基金（en:International Fund for Animal Welfare）と協力して密猟者を排除した結果、密猟を大幅に減らすことが出来たという。

リウォンデ国立公園の景色
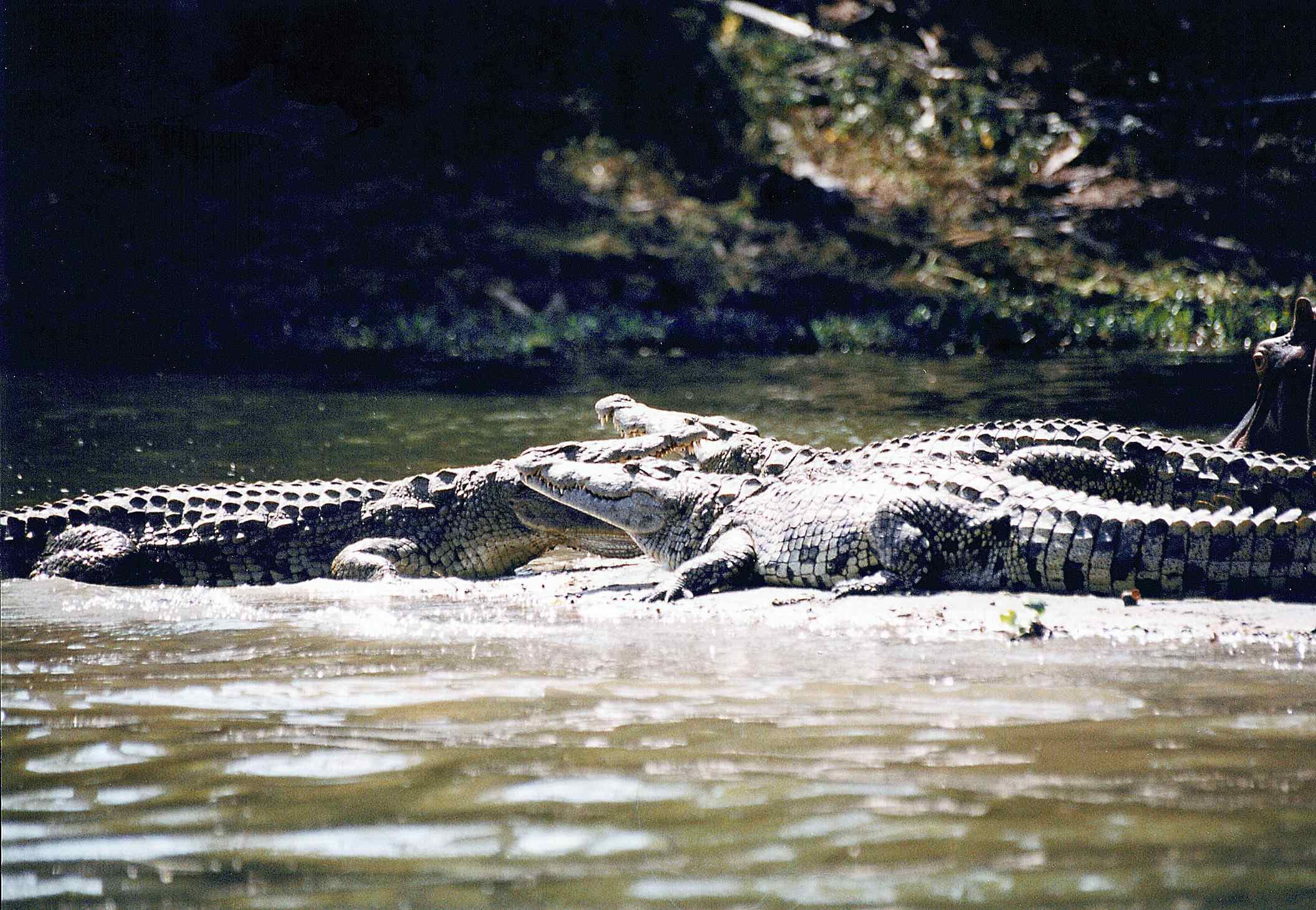
ワニの日光浴
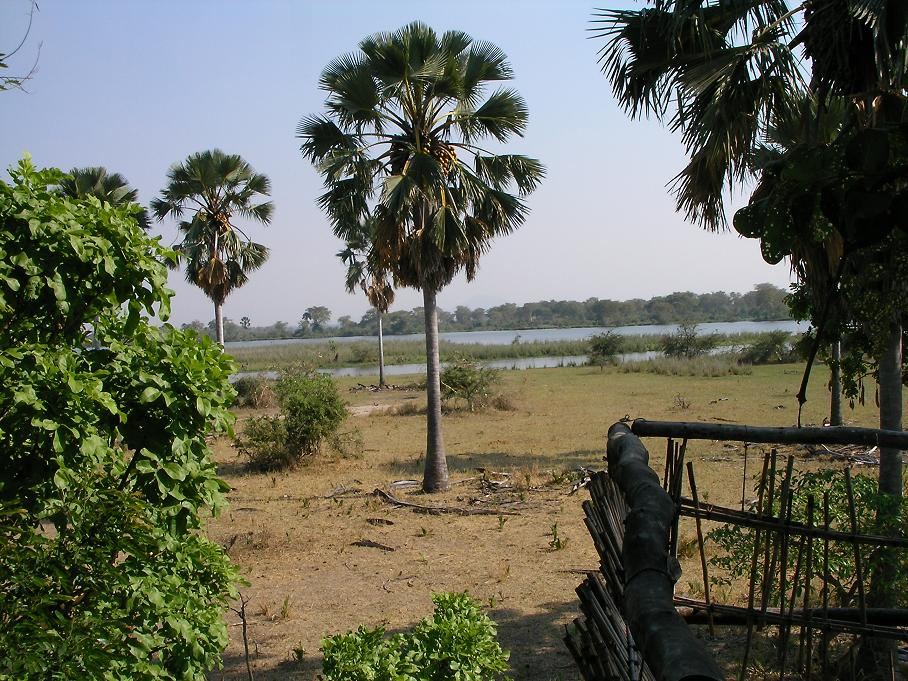
シーレ川の景色
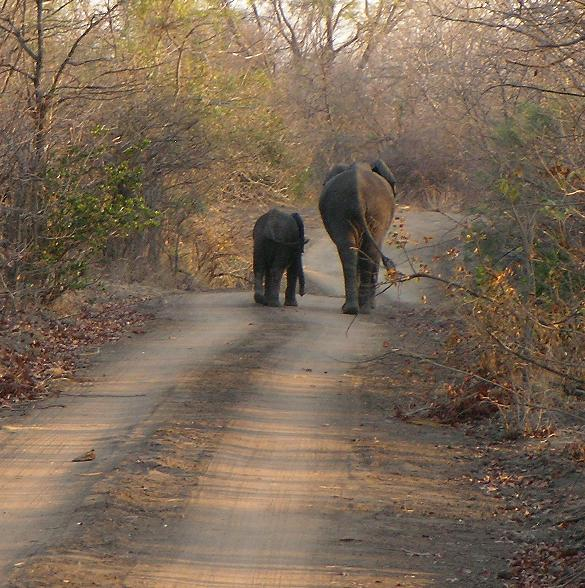
道を歩くゾウ
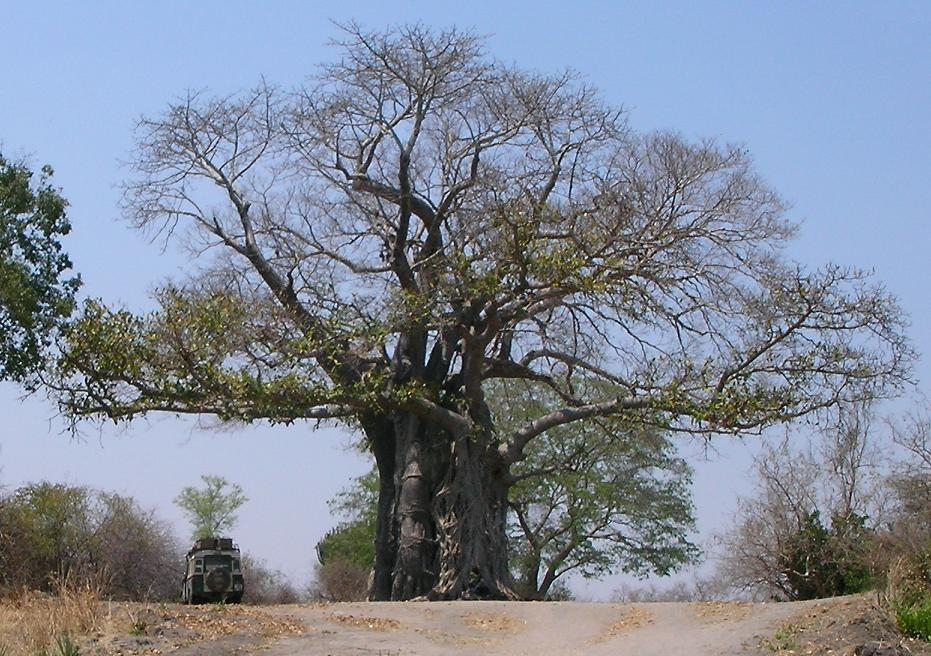
Tolkein Tree